# Филатов, Олег Геннадьевич
Олег Геннадьевич Филатов (род. 28 сентября 1951 года, Баку) — российский физик, награждён Золотой медалью имени И. В. Курчатова (2008).

## Биография
Родился 28 сентября 1951 года в Баку.

Окончил Ленинградский политехнический институт по специальности «инженер-физик» в 1974 году.

Член редколлегии журналов «Fusiоn Еnginееring and Dеsign», «Рlаsmа Dеviсеs and Ореrаtiоns».

Директор НТЦ «Синтез» НИИ электрофизической аппаратуры.

Директор международного проекта ИТЭР по России.

Основное направление научной деятельности: управляемый термоядерный синтез (инженерные проблемы).

## Награды
Золотая медаль имени И. В. Курчатова (2008) — за совокупность работ по разработке физико-технических основ термоядерной энергетики